# Rafael Martín Vázquez
Rafael Martín Vázquez (født 25. september 1965 i Madrid, Spanien) er en tidligere spansk fodboldspiller (midtbane).
Vázques' karriere, der strakte sig fra 1983 til 1998, blev primært tilbragt hos Real Madrid, hvor han i alt spillede i ti sæsoner. Han var en del af et særdeles succesfuldt Real-hold, der i denne periode vandt bunkevis af titler, blandt andet seks spanske mesterskaber, to Copa del Rey-titler og to udgaver af UEFA Cuppen. Af hans andre klubber kan nævnes Deportivo La Coruña og Torino FC i Italien.

## Landshold
Vázquez spillede gennem karrieren 38 kampe og scorede ét mål for Spaniens landshold. Han var en del af den spanske trup til EM i 1988 og VM i 1990.